# 올림픽 혼성 선수단
올림픽 혼성 선수단(올림픽 混性 選手團)은 초기 올림픽(제1회, 2회, 3회 대회)에 존재했던 올림픽 선수단의 하나로, 국적에 관계없이 여러 나라의 개인들이 모여서 하나의 혼합팀을 이루었던 것을 말한다. 현재 국제 올림픽 위원회는 이들의 메달을 혼성팀(Mixed team) 아래 합산하여 별도 집계하고 있다.(코드 ZZX) 1908년 4회 런던 올림픽 대회 때부터 올림픽 참가가 각국 올림픽 위원회에 위임되면서 다국적 혼성팀은 사라졌다.

## 같이 보기
- 1896년 하계 올림픽 다국적혼성팀 선수단
- 1900년 하계 올림픽 다국적혼성팀 선수단
- 1904년 하계 올림픽 다국적혼성팀 선수단
- 1906년 중간 올림픽 다국적혼성팀 선수단